# STS-42
是历史上第四十五次航天飞机任务，也是发现号航天飞机的第十四次太空飞行。

## 任务成员
- 唐纳德·格拉比（Ronald J. Grabe，曾执行、以及任务），指令长
- 斯蒂芬·奥斯瓦尔德（Stephen S. Oswald，曾执行、以及任务），飞行员
- 诺曼·萨加德（Norman E. Thagard，曾执行、以及任务），任务专家
- 大卫·希尔默斯（David C. Hilmers，曾执行、以及任务），任务专家
- 威廉·里迪（William F. Readdy，曾执行、以及任务），任务专家
- 罗伯塔·邦达（Roberta L. Bondar，加拿大宇航员，曾执行任务），有效载荷专家，首個加拿大女太空人
- 乌尔夫·默博尔德（Ulf Merbold，西德宇航员，曾执行、以及任务），有效载荷专家